# Фонтанеле (Павија)
Фонтанеле (итал. Fontanelle) је насеље у Италији у округу Павија, региону Ломбардија.
Према процени из 2011. у насељу је живело 57 становника. Насеље се налази на надморској висини од 107 м.